# Orpa
Orpa ist eine im Buch Rut erwähnte Frau.

## Etymologie
Für den hebräischen Namen עָרְפָּה ʿårpāh gibt es verschiedene Erklärungsmöglichkeiten.
Traditionell wird der Name auf die Wurzel ערף ʿrp mit der Bedeutung „das Genick (eines Tieres) brechen“ zurückgeführt. Von dieser leitet sich das Substantiv עֹרֶף ʿoræf „Nacken, Genick“ ab, welches auch in der Wendung „den Rücken zukehren“ gebraucht wird. So lässt sich der Name Orpa mit „die den Rücken Kehrende“ übersetzen. Dieser Deutung entspricht die biblische Erzählung, in der Rut 1,14  berichtet wird, dass Orpa umkehrt. Der Gebrauch „sprechender Namen“ ist für das Buch Rut charakteristisch und weist darauf hin, dass die handelnden Personen als literarische Figuren und nicht als historische Persönlichkeiten verstanden werden sollen.
Ebenfalls lässt sich der Name vom arabischen Wort ‘urf ableiten, das „Mähne“ bedeutet. Der Name würde demnach „die mit reichem Haar Geschmückte“ bedeuten.
Eine andere Möglichkeit ist die Ableitung von dem arabischen Wort ‘arf(ah) mit der Bedeutung „Duft“. Dann ließe sich der Name als „Die Duftende“ übersetzen.
Schließlich ist möglich, dass die Vertauschung zweier Konsonanten vorliegt und statt ʿårpāh besser ʿåfrāh „Gazelle“ zu lesen ist. Dieser Name ist innerbiblisch belegt (1 Chr 4,14 ).
Die Septuaginta gibt den Namen mit Ορφα Orpha wieder, die Vulgata mit Orpha.

## Biblische Erzählung
Die Moabiterin Orpa war etwa zehn Jahre mit einem Israeliten namens Kiljon verheiratet (Rut 1,4 ). Kiljon war der Sohn Elimelechs und Noomis, seine Familie war wegen einer Hungersnot aus Betlehem in Juda fortgezogen. Als Kiljon, sein Vater Elimelech und sein Bruder Machlon gestorben waren, beschloss Noomi, nach Betlehem zurückzukehren. Orpa wie auch Noomis zweite Schwiegertochter Rut wollten sie begleiten. Doch nach einem Stück des Weges bat Noomi die beiden, nach Hause umzukehren und sie allein in ihre Heimat ziehen zu lassen. Daraufhin gehorcht Orpa und kehrt zu ihrer Familie zurück, während Rut darauf bestand, mit Noomi weiterzugehen.

## Jüdische Literatur
In der jüdischen Literatur des Zweiten Tempels wird Orpa zur Stammmutter Goliats, die sich – im Gegensatz zu ihrer Schwester Rut – für die heidnischen Götter entscheidet (z. B. Liber Antiquitatum Biblicarum LXI).
Im Midrasch Rut Rabba sind Rut und Orpa Töchter von Eglon, dem König von Moab. Der Babylonische Talmud sieht in ihr die Ahnmutter der Rafaïter  und zählt zu ihren Nachkommen die philistäischen Helden Sippai (2 Sam 21,8 ), Madon (vgl. 2 Sam 21,20 , dort aber namenlos), Goliat (2 Sam 21,19 ) und Jischbi aus Nob (vgl. 2 Sam 21,16 ). Dadurch stehen sich mit David und Goliat schließlich Nachkommen von Orpa und Rut gegenüber (vgl. 1 Sam 17 ).